# فلدکیرشن آندر دونو
فلدکیرشن آندر دونو (به آلمانی: Feldkirchen an der Donau) یک منطقهٔ مسکونی در اتریش است که در ناحیه اورفار اومگبونگ واقع شده‌است. فلدکیرشن آندر دونو ۳۹ کیلومتر مربع مساحت دارد ۲۶۸ متر بالاتر از سطح دریا واقع شده‌است.